# Báruk negyedik könyve
Báruk negyedik könyve az Ószövetség pszeudoepigráfiai szövege. A Jeremiás Paralipomena címeként szerepel a mű több ókori görög kéziratában, ami azt jelenti, hogy „a (Jeremiás könyvéből) kimaradt dolgok”.[1] Az etióp ortodox Biblia része.

## Leírás
Báruk negyedik könyvét az etióp ortodox egyház kivételével minden keresztény egyház ál-pigrafikusnak tekinti (lásd Báruk szavainak többi részét).
A szöveg teljes hosszúságú és rövidített változatban is ismert. A teljes változatok görögül (régebbi kéziratok 10–11. századi és 15. századi), etióp geez nyelven (Báruk szavainak maradéka címmel, a régebbi kézirat a 15. századra datált), örményül érkeztek hozzánk, és szláv nyelven. A rövidített változatok görögül (Meneo néven), románul és szláv nyelven jutottak el hozzánk.
Báruk negyedik könyvét általában a Kr. u. 2. század első felére datálják. Abimélek 66 éves alvása a szokásos 70 év babiloni fogság helyett arra készteti a tudósokat, hogy a Kr. u. 136. év felé tartsanak, vagyis 66 évvel a második templom leomlása után, i. sz. 70-ben.
Báruk negyedik könyve egyszerű és meseszerű stílust használ, beszédkészítő állatokkal, soha nem rothadó gyümölcsökkel és az Úrtól küldött sassal, amely feléleszti a halottakat.
Úgy tűnik, hogy Báruk negyedik könyve egyes részeit a keresztény korszakban adták hozzá, például az utolsó fejezetet; e betoldások miatt egyes tudósok Báruk negyedik könyvét keresztény eredetűnek tartják. A nagyobb prófétákhoz hasonlóan a külföldi feleségek válását és azok száműzetését szorgalmazza, akik ezt nem teszik meg. Báruk negyedik könyve szerint a szamaritánusok az ilyen vegyes házasságok leszármazottai.

### Tartalom
Az Úr kinyilatkoztatja Jeremiásnak, hogy Jeruzsálem el fog pusztulni az izraeliták istentelensége miatt. Jeremiás értesíti Bárukot, és azon az éjszakán látják, hogy angyalok nyitnak ajtót a városba. Jeremiást az Úr arra utasítja, hogy csodálatos módon rejtse el a földbe a Templom főpapjának ruháit. A káldeusok belépnek Jeruzsálembe, Jeremiás pedig követi az izraelitákat a száműzetésbe, míg Báruk Jeruzsálemben marad. Abimélek (= EbedMelek, a Jeremiás etióp 38:7) 66 évre elalszik, és egy kosár füge mellett ébred fel, amelyet tökéletesen frissen őriztek meg. Mivel a füge szezonon kívül friss, Abimelek rájön, hogy csodával határos módon évekig aludt. Abimélek újra egyesül Bárukkal. Kommunikálni akarnak Jeremiással, aki még mindig Babilonban van, ezért Báruk az Úrhoz imádkozik, aki sast küld neki. A sas egy levelet és néhány fügét visz Jeremiásnak. Megtalálja Jeremiah-t a temetésen, és leszáll a holttestre, életre keltve, ezzel bejelentve a száműzetés végét. Az izraeliták visszatérnek Jeruzsálembe, de csak azok a férfiak léphetnek át a Jordánon, akiknek nincs külföldi felesége.

## A babiloni fogság története
Ez a zsidó pszeudepigráfiai szöveg Báruk ciklusához tartozik, és Báruk negyedik könyvéhez kapcsolódik. Hosszabb és valószínűleg idősebb, mint Báruk negyedik könyve. Nagyon kevés és körülhatárolt keresztény betoldást tartalmaz, és nincs benne Báruk negyedik könyvének meseszerű stílusa. Abimelek álma itt 70 év, a babiloni fogság szokásos időtartama.
Az eredeti görög nyelv elveszett, de vannak szahidi kopt kézirataink, és ha kevésbé ősi is, de arab Garshuni kézirataink is.

## Fordítás
Ez a szócikk részben vagy egészben  a(z)   4 Baruch című angol Wikipédia-szócikk fordításán alapul.  Az eredeti cikk szerkesztőit annak laptörténete sorolja fel. Ez a jelzés csupán a megfogalmazás eredetét és a szerzői jogokat jelzi, nem szolgál a cikkben szereplő információk forrásmegjelöléseként.